# Seiji Yokoyama
Seiji Yokoyama (横山 菁児, Yokoyama Seiji, Hiroshima, 17 de março de 1935 – Sera, 8 de julho de 2017) foi um compositor japonês de trilhas sonoras para o cinema e televisão. Yokoyama é mais conhecido no ocidente por suas trilhas sonoras para o anime Os Cavaleiros do Zodíaco, além dos live-actions (também conhecido como tokusatsu) Metalder e Winspector.

## Lista parcial de trilhas sonoras
- Choujinki Metalder
- Chouriki Sentai Ohranger
- Kikou Kantai Dairugger XV
- Magical Tarurūto-kun
- Megaloman
- Ikkiman
- Saint Seiya (séries e filmes)
- Space Pirate Captain Harlock
- Tokkei Winspector
- Yami no Teiho Kyuketsuki Dracula